# VfL 07 Bremen
VfL 07 Bremen is een Duitse voetbalclub uit de stad Bremen.

## Geschiedenis
De club werd in 1907 opgericht als FC Hohenzollern door de 14-jarige bakkerszoon Hermann Pöpper. De naam werd gekozen ter ere van keizer Wilhelm II van Hohenzollern. In de jaren twintig, toen Duitsland al geen keizerrijk meer was, werd de naam VfL 07 aangenomen al was de term VfL 07 Hohenzollern ook nog gebruikelijk. Na de Tweede Wereldoorlog werd Hohenzollern weggelaten. De clubkleuren, blauw-geel, werden overgenomen van die van Victoria Hamburg. In 2012 degradeerde de club uit de Bremen-Liga, maar kon na één seizoen terugkeren. In 2018 degradeerde de club opnieuw.

## Eindklasseringen vanaf 2002
| Seizoen | Competitie         | Niveau | Eindstand | DFB Pokal | Opmerking                                                                   |
| ------- | ------------------ | ------ | --------- | --------- | --------------------------------------------------------------------------- |
| 2001/02 | Bezirksliga Bremen | VII    | 7         | --        |                                                                             |
| 2002/03 | Bezirksliga Bremen | VII    | 6         | --        |                                                                             |
| 2003/04 | Bezirksliga Bremen | VII    | 1         | --        |                                                                             |
| 2004/05 | Landesliga Bremen  | VI     | 8         | --        |                                                                             |
| 2005/06 | Landesliga Bremen  | VI     | 6         | --        |                                                                             |
| 2006/07 | Landesliga Bremen  | VI     | 2         | --        |                                                                             |
| 2007/08 | Bremen-Liga        | V      | 12        | --        |                                                                             |
| 2008/09 | Bremen-Liga        | V      | 9         | --        |                                                                             |
| 2009/10 | Bremen-Liga        | V      | 12        | --        |                                                                             |
| 2010/11 | Bremen-Liga        | V      | 12        | --        |                                                                             |
| 2011/12 | Bremen-Liga        | V      | 15        | --        |                                                                             |
| 2012/13 | Landesliga Bremen  | VI     | 2         | --        |                                                                             |
| 2013/14 | Bremen-Liga        | V      | 13        | --        |                                                                             |
| 2014/15 | Bremen-Liga        | V      | 9         | --        |                                                                             |
| 2015/16 | Bremen-Liga        | V      | 10        | --        |                                                                             |
| 2016/17 | Bremen-Liga        | V      | 10        | --        | halve finale Bremer Pokal > Bremer SV: 1-5                                  |
| 2017/18 | Bremen-Liga        | V      | 15        | --        |                                                                             |
| 2018/19 | Landesliga Bremen  | VI     | 3         | --        |                                                                             |
| 2019/20 | Landesliga Bremen  | VI     | 7         | --        | competitie afgebroken i.v.m. coronapandemie                                 |
| 2020/21 | Landesliga Bremen  | VI     | --        | --        | competitie afgebroken i.v.m. coronapandemie. Er wordt geen stand opgemaakt. |
| 2021/22 | Landesliga Bremen  | VI     | 8         | --        |                                                                             |
| 2022/23 | Landesliga Bremen  | VI     | 8         | --        |                                                                             |
| 2023/24 | Landesliga Bremen  | VI     | 5         | --        |                                                                             |
| 2024/25 | Landesliga Bremen  | VI     | 10        | --        |                                                                             |
| 2025/26 | Landesliga Bremen  | VI     | .         | --        |                                                                             |